# داگلاس دا سیلوا
داگلاس دا سیلوا (به پرتغالی: Douglas da Silva) مدافع اهل برزیل است که در شهر فلوریانوپلیس و در تاریخ ۷ مارس ۱۹۸۴ به دنیا آمده‌است.
داگلاس دا سیلوا در تیم‌های فوتبال Avaí سابقهٔ حضور دارد.